# PTEN (유전자)
PTEN(Phosphatase and tensin homolog, 포스파타제 및 텐신 동족체)은 인간의 포스파타제이며 PTEN 유전자에 의해 암호화된다. 이 유전자의 돌연변이는 많은 암, 특히 교모세포종, 폐암, 유방암, 전립선암 발병의 한 단계이다. PTEN(ortholog)에 해당하는 유전자는 완전한 게놈 데이터를 이용할 수 있는 대부분의 포유동물에서 확인되었다.
PTEN은 포스파타제 단백질 생성물의 작용을 통해 종양 억제 유전자로 작용한다. 이 포스파타제는 세포주기 조절에 관여하여 세포가 너무 빠르게 성장하고 분열하는 것을 방지한다. 이는 많은 항암제의 표적이 된다.
이 유전자에 의해 암호화된 단백질은 포스파티딜이노시톨-3,4,5-트리포스페이트 3-포스파타제이다. 이는 이중 특이성 단백질 티로신 포스파타제와 유사한 촉매 도메인뿐만 아니라 텐신 유사 도메인을 포함한다. 대부분의 단백질 티로신 포스파타제와는 달리, 이 단백질은 포스포이노시티드 기질을 우선적으로 탈인산화한다. 이는 세포 내 포스파티딜이노시톨-3,4,5-트리스포스페이트의 세포내 수준을 부정적으로 조절하고 Akt/PKB 신호 전달 경로를 부정적으로 조절함으로써 종양 억제자로서 기능한다.